# Чумаков, Виктор (легкоатлет)
Ви́ктор Чумако́в (род. 31 мая 1957) — советский и белорусский легкоатлет, специалист по бегу на средние и длинные дистанции, кроссу и марафону. Наивысших успехов добился в 1980-х и 1990-х годах, двукратный чемпион СССР по кроссу, победитель первенств всесоюзного и всероссийского значения, участник чемпионата Европы в Афинах и ряда крупных международных стартов. Представлял Минск, Брест, физкультурно-спортивное общество «Динамо».

## Биография
Виктор Чумаков родился 31 мая 1957 года. Занимался лёгкой атлетикой в Минске и Бресте, выступал за физкультурно-спортивное общество «Динамо».
Первого серьёзного успеха на всесоюзном уровне добился в сезоне 1981 года, когда в беге на 3000 метров с личным рекордом выиграл бронзовую медаль на зимнем чемпионате СССР в Минске. Также в этом сезоне стал бронзовым призёром в беге на 5000 метров на всесоюзном старте в Сочи и занял четвёртое место в беге на 10 000 метров на Мемориале братьев Знаменских в Ленинграде.
В 1982 году занял 46-е место на чемпионате мира по кроссу в Риме, выиграл серебряную медаль на чемпионате СССР по кроссу в Москве, в дисциплине 5000 метров стал вторым в матчевой встрече со сборной США в Индианаполисе, в дисциплине 10 000 метров с личным рекордом 28:10.83 получил серебро на чемпионате СССР в Киеве. Благодаря череде успешных выступлений удостоился права защищать честь страны на чемпионате Европы в Афинах — в предварительном квалификационном забеге 5000 метров показал результат 13:34.50, чего оказалось недостаточно для выхода в финальную стадию.
В 1983 году одержал победу в дисциплине 10 км на чемпионате СССР по кроссу в Кисловодске, на дистанции 5000 метров стал вторым на международном старте в Бирмингеме, на дистанции 10 000 метров завоевал бронзовую награду на VIII летней Спартакиаде народов СССР в Москве. Помимо этого, отметился победой на всесоюзном старте в Ленинграде.
В 1984 году выиграл шоссейный старт Trofeo Sant'Agata в Италии, в беге на 3000 метров стал серебряным призёром в матчевой встрече со сборными Италии, Венгрии и Польши в Турине, в беге на 5000 метров с личным рекордом 13:29.68 взял бронзу на Кубке Известий в Киеве, был лучшим на международном старте в Trofeo dell’Industria.
В 1985 году выиграл чемпионат СССР по кроссу в Кисловодске в дисциплине 12 км, занял 15-е место на кроссовом чемпионате мира в Лиссабоне, в дисциплине 5000 метров показал девятый результат на Мемориале Знаменских в Москве и стал бронзовым призёром на чемпионате СССР в Ленинграде. Принимал участие в матчевой встрече со сборной США в Токио в дисциплине 10 000 метров.
В 1986 году в беге на 10 000 метров получил серебро на Мемориале братьев Знаменских в Ленинграде и взял бронзу на чемпионате СССР в Киеве.
В 1987 году завоевал серебряную награду в дисциплине 12 км на чемпионате СССР по кроссу в Ессентуках.
После распада Советского Союза в 1990-е годы Чумаков выступал за Белоруссию на различных коммерческих шоссейных стартах по всему миру. Так, в 1993 году он помимо прочего отметился выступлением на Парижском марафоне, где пришёл к финишу шестым и установил личный рекорд на марафонской дистанции — 2:11:56.
В 1994 году занял 94-е место на чемпионате мира по полумарафону в Осло и 87-е место на чемпионате Европы по кроссу в Алнике.
В 1995 году на чемпионате мира по полумарафону в Бельфоре показал 52-й результат, установив при этом личный рекорд на полумарафонской дистанции — 1:04:50. Кроме того, финишировал седьмым на Стамбульском марафоне.
В 1998—2001 годах принимал участие в нескольких шоссейных забегах во Франции, после чего завершил спортивную карьеру.